# CS-350
De CS-350 (Carretera Secundaria 350) een secundaire weg in Andorra. De weg verbindt de CG-3 tussen Ordino en El Serrat met het dorpje Sornàs.